# Ardissoneaceae
Famille
Les Ardissoneaceae sont une famille d'algues de l'embranchement des Bacillariophyta (Diatomées), de la classe des Mediophyceae et de l’ordre Toxariales.

## Étymologie
Le nom de la famille vient du genre type Ardissonea, nommé en hommage au botaniste, phycologue italien Francesco Ardissone.

## Description
Selon Peragallo le genre Ardissonea (qu'il appelait Ardissonia), faisait partie du groupe des  Synedra, caractérisé par « (des) valves très allongées, linaires, bacillaires ou lancéolées, rarement cunéiformes, et sans épines marginales »  ; le sous-genre Ardissonea se distinguant par « l'absence de perles entre les stries ; la présence de lignes longitudinales ; des valves non cunéiformes » .

## Distribution
Ardissonea est un genre méditerranéen, mais que l'on trouve également en Mer Noire et dans l'océan Atlantique.

## Liste des genres
Selon AlgaeBase (23 août 2022) :
- Ardissonea De Notaris, 1870

## Systématique
Le nom correct complet (avec auteur) de ce taxon est Ardissoneaceae Round, 1996.
Le genre type fut considéré par Peragallo comme un sous-genre de Synedra (Fragilariaceae) qui en comprenait cinq  :
- Ardissonia / Ardissonea De Notaris, 1870 : genre type des Ardissoneaceae,
- Eusynedra Grun. : successivement Synedra gelida, S. balthica, S.  gaillonii, intégré aux Fragilariaceae
- Synedrosphenia Peragallo, 1897 : intégré aux Climacospheniaceae,
- Thalassionema Grun. : genre type des Thalassionemataceae,
- Toxarium Bailey, 1854 : genre type des Toxariaceae.

## Publication originale
- Round, F.E., Crawford, R.M. & Mann, D.G. (1990). The diatoms biology and morphology of the genera.  pp. [i-ix], 1-747. Cambridge: Cambridge University Press.